# Diocesi di Bùi Chu

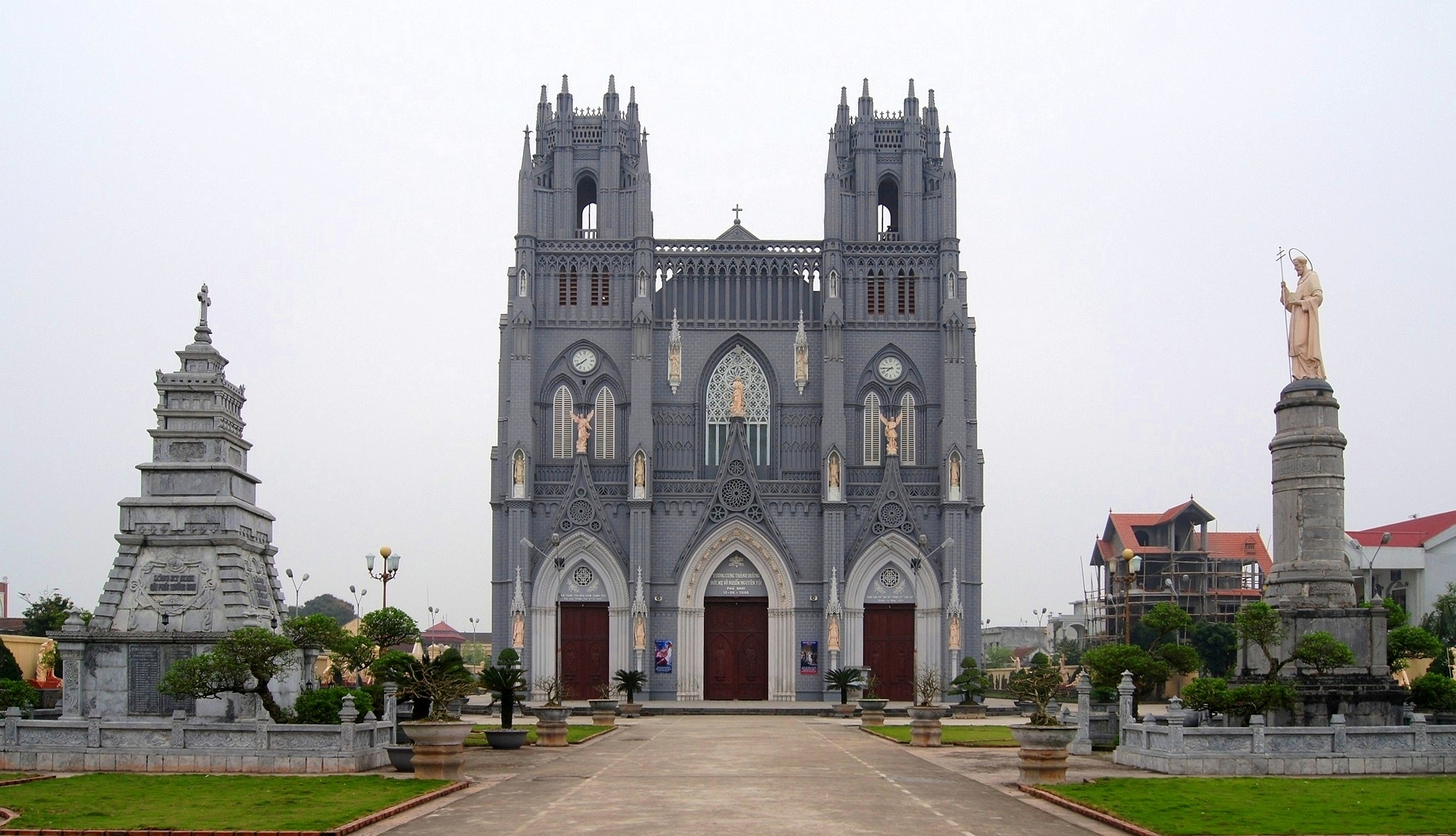
La basilica dell'Immacolata Concezione di Phu Nhai, distretto di Xuân Trường.

La diocesi di Bùi Chu (in latino Dioecesis Buichuensis) è una sede della Chiesa cattolica in Vietnam suffraganea dell'arcidiocesi di Hanoi. Nel 2022 contava 427.505 battezzati su 1.283.910 abitanti. È retta dal vescovo Thomas Vũ Đình Hiệu.

## Territorio
La diocesi è la più piccola delle diocesi del Vietnam, e comprende 6 distretti della provincia di Nam Dinh nel nord del Paese: Xuân Trường, Giao Thuỷ, Hải Hậu, Nam Trực, Trực Ninh, Nghĩa Hưng. Appartiene alla diocesi anche una parrocchia nella città di Nam Dinh.
Sede vescovile è la città di Bùi Chu, dove si trova la cattedrale della Regina del Rosario. Nel distretto di Xuân Trường sorge la basilica minore dell'Immacolata Concezione di Phu Nhai.
Il territorio si estende su 1.350 km² ed è suddiviso in 183 parrocchie.

## Storia
Il vicariato apostolico del Tonchino centrale fu eretto il 5 settembre 1848 con il breve Apostolatus officium di papa Pio IX, ricavandone il territorio dal vicariato apostolico del Tonchino orientale (oggi diocesi di Hải Phòng).
Il 3 dicembre 1924 assunse il nome di vicariato apostolico di Bùi Chu in forza del decreto Ordinarii Indosinensis della Congregazione di Propaganda Fide.
Il 9 marzo 1936 cedette una porzione del suo territorio a vantaggio dell'erezione del vicariato apostolico di Thái Bình (oggi diocesi).
Il 24 novembre 1960 il vicariato apostolico è stato elevato a diocesi con la bolla Venerabilium Nostrorum di papa Giovanni XXIII.

## Cronotassi dei vescovi
Si omettono i periodi di sede vacante non superiori ai 2 anni o non storicamente accertati.
- Domingo Martí, O.P. † (5 settembre 1848 - 26 agosto 1852 deceduto)
- San José María Díaz Sanjurjo, O.P. † (26 agosto 1852 succeduto - 20 luglio 1857 deceduto)
- San José Melchor García-Sampedro Suárez, O.P. † (20 luglio 1857 succeduto - 28 luglio 1858 deceduto)
- San Valentín Faustino de Berrio-Ochoa y Aristi, O.P. † (28 luglio 1858 succeduto - 1º novembre 1861 deceduto)
  - Sede vacante (1861-1864)
- Bernabé García Cezón, O.P. † (9 settembre 1864 - novembre 1879 dimesso)
- Manuel Ignacio Riaño, O.P. † (novembre 1879 succeduto - 26 novembre 1884 deceduto)
- Wenceslao Oñate, O.P. † (26 novembre 1884 succeduto - 23 giugno 1897 deceduto)
- Máximo Fernández, O.P. † (16 febbraio 1898 - 14 agosto 1907 dimesso)
- Pedro Muñagorri y Obineta, O.P. † (14 agosto 1907 - 17 giugno 1936 deceduto)
- Dominique Marie Hồ Ngọc Cẩn † (17 giugno 1936 succeduto - 28 novembre 1948 deceduto)
- Pierre Marie Phạm Ngọc Chi † (3 febbraio 1950 - 5 marzo 1960 dimesso[3])
- Joseph Marie Phạm Năng Tĩnh † (5 marzo 1960 - 11 febbraio 1974 deceduto)
- Dominique Marie Lê Hữu Cung † (28 aprile 1975 - 12 marzo 1987 deceduto)
- Joseph Marie Vũ Duy Nhất † (12 marzo 1987 succeduto - 11 dicembre 1999 deceduto)
- Joseph Hoàng Văn Tiệm, S.D.B. † (4 luglio 2001 - 17 agosto 2013 deceduto)
- Thomas Vũ Đình Hiệu, succeduto il 17 agosto 2013

## Statistiche
La diocesi nel 2022 su una popolazione di 1.283.910 persone contava 427.505 battezzati, corrispondenti al 33,3% del totale.
| anno | popolazione | popolazione | popolazione | presbiteri | presbiteri | presbiteri | presbiteri                | diaconi | religiosi | religiosi | parrocchie |
| anno | battezzati  | totale      | %           | numero     | secolari   | regolari   | battezzati per presbitero | diaconi | uomini    | donne     | parrocchie |
| ---- | ----------- | ----------- | ----------- | ---------- | ---------- | ---------- | ------------------------- | ------- | --------- | --------- | ---------- |
| 1950 | 190.329     | 697.009     | 27,3        | 182        | 173        | 9          | 1.045                     |         | 30        | 115       | 305        |
| 1963 | 165.000     | 950.000     | 17,4        | 30         | 30         |            | 5.500                     |         | 1         | 90        | 117        |
| 1999 | 355.864     | 1.100.250   | 32,3        | 49         | 49         |            | 7.262                     |         |           | 327       | 130        |
| 2000 | 349.000     | 1.120.000   | 31,2        | 47         | 47         |            | 7.425                     |         |           | 371       | 130        |
| 2001 | 361.733     | 1.138.270   | 31,8        | 52         | 52         |            | 6.956                     |         |           | 432       | 129        |
| 2003 | 371.500     | 1.350.000   | 27,5        | 74         | 74         |            | 5.020                     |         |           | 421       | 129        |
| 2004 | 380.130     | 1.336.400   | 28,4        | 58         | 58         |            | 6.553                     |         |           | 475       | 129        |
| 2006 | 386.148     | 1.428.658   | 27,0        | 84         | 83         | 1          | 4.597                     |         | 1         | 502       | 129        |
| 2012 | 381.906     | 1.879.000   | 20,3        | 163        | 163        |            | 2.342                     |         |           | 735       | 173        |
| 2015 | 398.084     | 1.218.100   | 32,7        | 185        | 80         | 105        | 2.151                     |         | 105       | 842       | 175        |
| 2018 | 409.550     | 1.250.186   | 32,8        | 211        | 104        | 107        | 1.940                     |         | 110       | 913       | 176        |
| 2020 | 417.185     | 1.274.467   | 32,7        | 210        | 113        | 97         | 1.986                     |         | 97        | 1.021     | 180        |
| 2022 | 427.505     | 1.283.910   | 33,3        | 227        | 213        | 14         | 1.883                     |         | 26        | 1.132     | 183        |